# Kusaila
Kusaila oder Aksil (Zentralatlas-Tamazight ⴰⴽⵙⵉⵍ Aksil) († 688) war Führer der Auraba-Berber gegen die Muslime.
Kusaila war Führer der  Auraba-Berber in der Gegend von Aures. Diese hatten wohl über Byzanz das Christentum übernommen, mussten sich aber nach 681 Uqba ibn Nafi, dem muslimischen Statthalter von Ifrīqiya unterwerfen. Für dessen Zug zum Atlantik mussten sie Hilfstruppen stellen. 
Während des Rückzugs von Uqba ibn Nafi gelang Kusaila die Bildung einer Koalition der Berberstämme, die das arabische Heer bei Biskra 683 vernichtend schlug, wobei auch Uqba ibn Nafi fiel. In der Folgezeit besetzte Kusaila Kairuan und beherrschte die Gebiete von Algerien, Tunesien und Tripolitanien. 688 fiel er im Kampf gegen Truppen der Umayyaden vor Kairuan. Der Widerstand der Berberstämme gegen die arabische Eroberung hielt aber unter al-Kahina weiter an.